# Trematodon vaginatus
Trematodon vaginatus är en bladmossart som beskrevs av C. Müller 1857. Trematodon vaginatus ingår i släktet tranmossor, och familjen Bruchiaceae. Inga underarter finns listade i Catalogue of Life.